# Roland Berland
Pour les articles homonymes, voir Berland.
Roland Berland, né le 26 février 1945 à Saint-Laurent-de-la-Salle en Vendée, est un coureur cycliste français.

## Biographie
Il devient professionnel en 1967 et le reste jusqu’à la fin de l’année 1980.  Il remporte le Championnat de France sur route, en 1972 et 1979. Il a la particulatité de toujours courir avec sa paire de lunettes de vue.
Il est également directeur sportif pour l'équipe Peugeot, de 1981 à 1986.

## Palmarès

### Palmarès amateur
- Amateur
  - 1962-1966 : 22 victoires en 1966 et 1967
- 1964
  - 2e de Rennes-Redon
- 1966
  - Championnat d'Atlantique-Anjou des hors catégories
  - 2eb étape du Tour du Morbihan
  - 2e étape du Tour de l'Yonne
  - Grand Prix de l'Équipe et du CV 19e
  - 2e de Redon-Redon
  - 2e du Circuit du Bocage vendéen
  - 2e du Circuit des Deux Provinces
- 1967
  -  Champion de France amateurs hors catégorie
  - 2e du Grand Prix des Foires d'Orval

### Palmarès professionnel
| - 1970 - 1re étape du Tour du Pays basque - Poly Béarnaise - 3e du Critérium national - 3e du Grand Prix de Plouay - 1971 - 3e du Championnat de Zurich - 3e du Tour de l'Oise - 1972 - Champion de France sur route - 1973 - Paris-Bourges | - 1974 - 3e du Circuit de l'Indre - 1977 - 1reb étape du Tour du Tarn - 3e du Critérium national - 1978 - 2e étape du Tour de Corse - 1979 - Champion de France sur route - 1980 - 2e de Bordeaux-Paris |  |

## Résultats sur les grands tours

### Tour de France
8 participations 
- 1969 : 53e
- 1970 : 77e
- 1971 : 37e
- 1972 : 40e
- 1973 : 28e
- 1974 : 33e
- 1976 : 72e
- 1977 : 33e

### Tour d'Italie
1 participation 
- 1968 : 64e

### Tour d'Espagne
2 participations 
- 1976 : 37e
- 1978 : 44e